# Бикбов, Сарвай Шайбакович
Сарвай Шайбакович Бикбов (26 октября 1908, Старобикметово — 5 февраля 1990, Уфа) — советский партийный и государственный деятель, журналист.

## Образование
Окончил семилетку.
Слушатель Уфимской советско-партийной школы II ступени (1927—1928);
Студент Бакинской нефтяной промышленной академии (1936—1939).

## Ранние годы
Родился в 1908 году в д. Старо-Бикметово (ныне — в Бураевском районе Башкортостана) в семье крестьянина-бедняка.

## Трудовая деятельность
С 1925 на комсомольской и профсоюзной работе.
Секретарь Старо-Бикметовского сельсовета Бирского кантона БАССР (1922—1924); делопроизводитель и счетовод Калмыковского волисполкома Бирского кантона (1924—1925); заведующий учётно-статистическим отделом, инструктор Бирского канткома ВЛКСМ (1925—1927); заведующий орготделом, секретарь Бирского канткома ВЛКСМ (1928—1930); редактор областной комсомольской газеты «Яш коммунар» (1930); заведующий культпропом Башкирского обкома ВЛКСМ (1930—1931); заведующий культотделом, орготделом Башкирского областного совета профсоюзов (1931—1933); председатель Ишимбайского промыслового комитета профсоюза нефтяников (1933—1934), начальник автотранспортной конторы Ишимбайского нефтепромысла (1934—1935), секретарь парткома строительства Уфимского НПЗ (1935—1936), начальник установки цеха Уфимского НПЗ (1939—1941), заведующий отделом нефтяной промышленности Башкирского обкома ВКП(б) (1941—1942), первый секретарь Ишимбайского горкома ВКП(б) (1942—1945), заместитель секретаря — заведующий отделом нефтяной и химической промышленности, заведующий отделами тяжелой промышленности, нефтяной промышленности, промышленно-транспортным отделом, секретарь Башкирского обкома ВКП(б) (1945—1955), председатель Башкирского областного совета профсоюзов (1956—1972).

## Общественная деятельность
Избирался депутатом Верховного Совета БАССР 2-8 созывов. Начинал со второго созыва (от Старо-Базановского округа № 116 Бирского района, в третий созыв тот же район, но уже Бирский избирательный округ № 157). Затем в четвертый созыв Бикбова избрал г. Ишимбай (Промысловый избирательный округ № 37), после — Туканский избирательный округ № 95, Белорецкий район. Оттуда — г. Уфа: Дзержинский избирательный округ № 20, Ленинский район Комсомольский избирательный округ № 8, Калининский район. В восьмой созыв — Октябрьский избирательный округ № 97, г. Стерлитамак

## Награды
Ордена Ленина (1948), Трудового Красного Знамени (1971), «Знак Почёта» (1944, 1945, 1967).